# Gabriel de Zayas
Gabriel de Zayas (Écija, 1526 – Madrid, 13 luglio 1593) è stato un politico spagnolo, segretario di Stato del re di Spagna Filippo II.

## Biografía
Studiò all'Università di Alcalá tra gli anni 1545 e 1547 e dopo la laurea iniziò subito il servizio presso le segreteria di Filippo II - pressoché al tempo della tonsura clericale, quando aveva 20 anni - e seguì il principe nei suoi viaggi, particolarmente in Inghilterra negli anni 1554-1555, in occasione del fidanzamento con Maria I d'Inghilterra. Entró nella vita politica all'ombra di Gonzalo Pérez, che gli dimostra sempre maggiore fiducia e si riferisce a lui come "il mio servo" e termina nominandolo, con il figlio Antonio e Juan Luis de Alzamora, suo esecutore testamentario.
Alla morte di Gonzalo - avvenuta il 12 aprile del 1566 - Zayas, che da lungo lavorava alla Segreteria di Stato, condivise con  Antonio Perez l'incarico di segretario di Stato.
Dall'ottobre dello stesso anno, entrambi entrarono a far parte del Consiglio di Stato, anche senza occupare la posizione di segretari reali, nomina che Filippo II confermò loro nel 1567.
Su specifica richiesta del re, la segreteria di Stato venne scissa in due, assegnando a Zayas l'incarico su Francia, l'impero e l'Inghilterra e ad Antonio Pérez l'Italia. Zayas, che influì molto sulle designazione di Antonio "per gratitudine alla memoria di suo padre Gonzalo", si vide sin dall'inizio compromesso per le ambizioni di quest'ultimo. Nel 1576, a seguito di pressioni da parte di Don Giovanni d'Austria, si ritirò dai negoziati nelle Fiandre.
L'ambizione di Perez si andava incrementando e il suo confronto con Mateo Vázquez, segretario personale di Filippo II, andava crescendo. Zayas, che era un buon amico di Vazquez, rimase coinvolto nei difficili avvenimenti degli anni 1578 e 1579, che si erano conclusi con la caduta e la successiva detenzione di Antonio Perez dopo l'assassinio di Juan de Escobedo, segretario personale di Don Giovanni d'Austria.
Nel 1579 Zayas venne nominato dal re come segretario del Consiglio d'Italia, una posizione assai ambita da Antonio Pérez, che da allora in poi non avrebbe mascherato ostilità nei suoi confronti. Vazquez scrisse a Filippo II nel marzo 1579: "Zayas e Antonio Pérez si incontrarono nella galleria, e non si scoprirono né parlarono tra di loro".
La caduta di Perez, contrariamente a quanto si potrebbe pensare in un primo momento, non voleva dire che le grandi imprese dello Stato dovevano passare nelle mani di Gabriel de Zayas. Fu Juan de Idiaquez che assunse le funzioni dell'onnipotente ministro, ora arrestato per ordine del re. Da allora, Zayas perse influenza, anche se continuò nel Segretariato del Consiglio d'Italia, oltre che in Portogallo, dove si trasferì con Filippo II negli anni 1580-1583.
Dalla fine del 1592 fu costretto a letto da una malattia e dettò il testamento. Morì il 13 luglio 1593, e fu sepolto nella cappella dell'Ospedale di San Luca e Nicola di Alcalá de Henares.